# Зинаида Ермолева
Зинаида Висарионовна Ермолева (на руски: Зинаида Виссарионовна Ермольева) е руска съветска микробиоложка, известна с независимата си разработка на пеницилин за Червената армия по време на Втората световна война.
Тя е член на Съветската академия на медицинските науки (днес част от Руската академия на науките) до смъртта си, носителка на държавни награди, основателка и главна редакторка на съветското научно списание „Антибиотики“. Научните ѝ интереси са в областите: антибиотици, бактериални полизахариди, биологично активни вещества от животински тъкани, интерферон, лечение на възпаления с химиотерапевтици.

## Биография
Ермолева е родена на 27 октомври 1898 г. във Фролово, Донска област на Руската империя. През 1921 година завършва медицинския факултет на Донския университет (днес Южен федерален университет). От 1925 заема ръководни постове в няколко московски института по микробиология и епидемиология.
В началото, през 1925 година, Ермолева е назначена за ръководител на катедрата по биохимия на микробите в АН на СССР. Там тя започва изследванията си върху бактериофагите и естествено проявяващите се антимикробни агенти, в частност лизозим. През Втората световна война, тя изолира пеницилин продуциращия щам Penicillium crustosum, използван за първи път в съветски болници през 1943 година.
През 1942 година Зинаида Ермолева публикува резултатите от експеримент, който провежда върху себе си, заразявайки се с разтвор на Vibrio cholerae, след като успешно се излекува. Резултатите от изследването ѝ се смятат за основополагащи за въвеждането на профилактични мерки срещу холера във военните действия на Русия на Източния фронт.
През 1947 година Ермолева е назначена за директор на новосформирания Институт за антибиотиците към Министерството на народното здраве в СССР. От 1952 година до смъртта си тя ръководи Катедрата по микробиология на Централния медицински институт в Москва.
Ермолева е съпруга на микробиолога Лев Зилбер, чийто брат писателят Вениамин Каверин използва кариерата на Ермолева и брат си като основа за трилогията си „Отворена книга“ (1949 – 1956). Жизненото и реалистично описание на Татяна – героинята, базирана на Зинаида Ермолева, популяризира микробиологията като кариерна възможност сред момичетата в СССР.
Зинаида Ермолева почива в Москва на 2 декември 1974 г.

## В съветското кино
- Открытая книга, филм от 1977 г., производство на Ленфилм по едноименния роман на Вениамин Каверин, режисьор Виктор Титов.